# Zaalvoetbalclub Group K Borgloon
Zaalvoetbalclub Group K Borgloon, kortweg ZVC Group K Borgloon, is een voormalige Belgische zaalvoetbalclub uit Borgloon.

## Historiek
De club werd opgericht in 2013 onder de naam FC NECOM DAN ZVC Renolim Alken en startte in het seizoen 2013-'14 in vierde provinciale. De club slaagde erin om sindsdien zes promoties op rij af te dwingen en treedt sinds het seizoen 2019-'20 aan in de Eerste nationale. In 2017 veranderde het zijn naam in ZVC Renolim Borgloon. In 2021 wijzigde het zijn naam opnieuw naar ZVC Group K Borgloon.
Op 11 oktober 2022 communiceerde de club zelf dat de ondernemingsrechtbank de club failliet had verklaard. Alle activiteiten van de club werden meteen geschrapt.

## Palmares
- Kampioen derde nationale A: 2018[5]
- Kampioen tweede provinciale B Limburg: 2016[6]